# Marianinha-de-cabeça-amarela
Marianinha-de-cabeça-amarela (nome científico: Pionites leucogaster) é uma espécie de ave da família dos psitacídeos.
Pode ser encontrada na Bolívia, Brasil e Peru.

## Subespécies
São reconhecidas três subespécies:
- Pionites leucogaster leucogaster (Kuhl, 1820) - ocorre no Maranhão, Pará e norte do estado do Mato Grosso; também na região de Manaus. Esta subespécie apresenta algumas penas verdes na plumagem dos calções (penas das coxas) e nas coberteiras infracaudais.
- Pionites leucogaster xanthomerius (P. L. Sclater, 1858) - ocorre do leste do Peru e norte da Bolívia até o oeste do Brasil até a região do rio Juruá ao sul do Rio Amazonas. Esta subespécie apresenta a coroa e a nuca de coloração laranja intenso; calções amarelos; cauda verde; tarsos e pés escuros.
- Pionites leucogaster xanthurus (Todd, 1925) - ocorre no Brasil, no sudoeste da Amazônia brasileira, ao sul do Rio Amazonas, do Rio Juruá até o Rio Madeira. Esta subespécie é similar a espécie nominal, mas com as penas dos calções e cauda de coloração amarelo puro.